# Theodor Frey (Politiker, 1814)

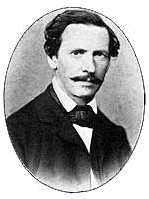
Theodor Frey

Theodor Frey (* 14. Februar 1814 in Neustadt an der Haardt; † 21. April 1897 in Eberbach) war der Eberbacher Vertreter in der Verfassunggebenden Versammlung für Baden 1848. Der während der Badischen Revolution 1848/49 nationalliberal gesinnte Frey war 1860 Initiator des Deutschen Handelstags, außerdem Gemeinderat, Kreisversammlungsmitglied und Kammerabgeordneter und wurde für sein vielfältiges Engagement 1894 zum Ehrenbürger von Eberbach ernannt.

## Leben
Frey wuchs in Neustadt an der Haardt als Sohn eines Weinhändlers und Gutsbesitzers auf. Nachdem er als Tambour-Major des Neustadter Musik-Vereins am Hambacher Fest teilgenommen hatte, ging er im Folgejahr 1833 ins Exil nach Frankreich, weil er sich aufgrund einer Verwechslung im Zusammenhang mit Unruhen zum Jahrestag des Hambacher Festes von den bayerischen Truppen verfolgt sah. Zurück in der zu Bayern gehörenden Rheinpfalz, wurde er 1835 vom Vorwurf des Widerstandes gegen das Militär freigesprochen. Frey wurde Weinkaufmann, heiratete in die bedeutende Eberbacher Weinhändlerfamilie Knecht-Leutz ein, zog 1842 nach Eberbach und erwarb dort 1844 das Bürgerrecht.
Als es im März 1848 zu Unruhen in Eberbach gegen die leiningische Grundherrschaft und gegen den markgräflich-badischen Rentbeamten auf Burg Zwingenberg kam, gehörte Frey zu einer Gruppe Bürger, die Bezirksamtmann Hüsch zum Rücktritt bewegten, anschließend aber auch die badische Regierung in Karlsruhe aufsuchten, um revolutionäres Ansinnen von sich zu weisen und sich zur liberal-konstitutionellen Richtung der Regierung zu bekennen. Danach zählte er zu den acht Eberbacher Wahlmännern, die in der Adelsheimer Kirche den Abgeordneten des die Bezirke Eberbach, Mosbach, Adelsheim und Tauberbischofsheim umfassenden Wahlkreises für die Frankfurter Nationalversammlung bestimmten. Im Juli 1848 zählte Frey zu den Mitbegründern des Demokratischen Vereins in Eberbach, dessen Vorsitzender er wurde und auch nach einem zeitweiligen Verbot des Vereins nach dessen Wiedergründung im Februar 1849 blieb. Am 12./13. Mai 1849 war Frey Delegierter der Stadt Eberbach bei der Offenburger Versammlung, wo er zu den Anhängern Lorenz Brentanos zählte, der am Folgetag den Vorsitz der provisorischen Landesregierung übernahm und Frey am 17. Mai zum Zivilkommissär für Eberbach bestimmte, der die Volksbewaffnung zu organisieren und die Beamten zu vereidigen hatte. Frey nahm den Beamten sowohl den Eid auf die neue Reichsverfassung als auch die alte badische Verfassung ab. Am 3. Juni 1849 wurde Frey von den Eberbacher Bürgern als Vertreter der Stadt bei der Verfassunggebenden Versammlung für Baden gewählt. Frey wohnte der Versammlung nur widerwillig bei und stimmte zumeist gegen radikale Anträge.
Bei der Niederschlagung der Badischen Revolution im Juni 1849 flüchtete er über Karlsruhe nach Frankreich. Im April 1850 wurde er vom Verdacht des Hochverrats freigesprochen und kehrte nach Eberbach zurück. 1858 war er maßgeblich beim ersten, aber noch erfolglosen Versuch der Gründung einer Freiwilligen Feuerwehr in Eberbach beteiligt.
1860 initiierte er auf dem Badischen Handelstag in Heidelberg den vom 13.–18. Mai 1861 erstmals abgehaltenen Allgemeinen Deutschen Handelstag, den Vorläufer des heutigen Deutscher Industrie- und Handelskammertags. 1861 wurde er außerdem in den Eberbacher Gemeinderat gewählt. Er setzte sich früh für den Bau der Neckartalbahn ein und gründete 1865, wenige Jahre nach der Schaffung der Gewerbefreiheit, den Eberbacher Gewerbeverein. 1865 förderte er die Gründung einer Höheren Töchterschule in Eberbach, die nach einer kurzen defizitären Zeit als Privatschule von der Stadt weitergeführt wurde.
Nachdem Eberbach dem Kreis Mosbach zugeordnet worden war, erreichte Frey bei den Wahlen 1865 einen Sitz in der Kreisversammlung, der er bis 1895 angehörte und deren Vorsitz er von 1880 bis 1882 und von 1894 bis 1895 hatte. Von 1867 bis 1880 war er außerdem für die Nationalliberalen Abgeordneter in der zweiten Kammer des badischen Landtags und gehörte dort der Budgetkommission an.
1871 regte er die Gründung des Eberbacher Verschönerungsvereins zur Förderung des Fremdenverkehrs an. 1888 gründete er in Eberbach eine Sektion des Odenwaldklubs.
Frey wurde für sein vielfältiges Engagement 1894 zum Ehrenbürger von Eberbach ernannt. Außerdem ist dort seit 1989 die kaufmännische Berufsschule mit Berufsfachschule, Berufskolleg sowie Wirtschaftsoberschule Theodor-Frey-Schule nach ihm benannt.